# حكومة شميهال
حكومة شميهال (بالأوكرانية: Уряд Дениса Шмигаля)‏ هي الحكومة الحالية لأوكرانيا. شكلت الحكومة في 4 مارس 2020 بقيادة دنيس شميهال الذي كان يشغل نائبًا لرئيس الوزراء بالإنابة سابقًا.

## تعيين شميهال رئيسا للوزراء
تمت الموافقة على تعيين شميهال كرئيس لوزراء أوكرانيا من قبل البرلمان الأوكراني في جلسة خاصة في 4 مارس 2020. كان شميهال نائباً لرئيس الوزراء بالإنابة وقت تعيينه، حيث كان قد شغل سابقًا منصب حاكم منطقة إيفانو فرانكيفسك أوبلاست.

## تشكيل الحكومة
| الشعار                                | المنصب                                                 | الوزير |
|                                       | رئيس الوزراء                                           | دنيس شميهال |
|                                       | النائب الأول لرئيس مجلس الوزراء                        | أوليكسي ليوبشينكو (20 مايو 2021 - 3 نوفمبر 2021) يوليا سفيريدينكو (منذ 4 نوفمبر 2021) |
|                                       | نائب رئيس الوزراء (التكامل الأوروبي والأوروبي الأطلسي) | فاديم بريستايكا (4 مارس 2020-4 يونيو 2020) |
| أولها ستيفانيشينا (منذ 4 يونيو 2020)  | نائب رئيس الوزراء (التكامل الأوروبي والأوروبي الأطلسي) | |
|                                       | نائب رئيس الوزراء وزير الصناعات الاستراتيجية           | أوليه أورسكي (16 يوليو 2020-3 نوفمبر 2021) بافلو ريابكين (منذ 4 نوفمبر 2021) |
|                                       | نائب رئيس الوزراء وزير التحول الرقمي                   | ميخايلو فيدوروف |
|                                       | نائب رئيس الوزراء وزير إعادة دمج الأراضي المحتلة مؤقتًا | أولكسي رزنيكوف (حتى 3 نوفمبر 2021) |
| إيرينا فيريشوك (منذ 4 نوفمبر 2021)    | نائب رئيس الوزراء وزير إعادة دمج الأراضي المحتلة مؤقتًا | |
|                                       | وزير الداخلية                                          | دينيس موناستيرسكي (منذ 16 يوليو 2021) |
| أرسين أفاكوف (حتى 15 يوليو 2021)      | وزير الداخلية                                          | |
|                                       | وزارة الخارجية                                         | دميترو كوليبا |
|                                       | وزير شؤون المحاربين القدامى                            | سرحي بسراب (حتى 16 ديسمبر 2020) يوليا لابوتينا (منذ 18 ديسمبر 2020) |
|                                       | وزير الشباب والرياضة                                   | فاديم جوتزيت |
|                                       | وزير المالية                                           | إيهور أومانسكي (4 مارس 2020-30 مارس 2020) سيرهي مارشينكو (منذ 30 مارس 2020) |
|                                       | وزير البنية التحتية                                    | فلاديسلاف كريكلي (18 مايو 2021 رفض البرلمان كريكلي كوزير) أولكسندر كوبراكوف (منذ 20 مايو 2021) |
|                                       | وزير السياسة الاجتماعية                                | مارينا لازبنا (4 مارس 2020-18 يوليو 2022) أوكسانا زولنوفيتش (منذ 19 يوليو 2022) |
| \| \|                                 | وزير العدل                                             | دينيس ماليوسكا |
|                                       | وزير الدفاع                                            | أندريه تاران (حتى 3 نوفمبر 2021) ألكسي ريزنيكوف (منذ 4 نوفمبر 2021) |
|                                       | وزير الصحة                                             | إيليا يميتس (4 مارس 2020-30 مارس 2020) ماكسيم ستيبانوف (30 مارس 2020-18 مايو 2021) فيكتور لياشكو (منذ 20 مايو 2021) |
|                                       | وزير التربية والعلوم                                   | يوري بوليوخوفيتش (التمثيل 4 مارس 2020-25 مارس 2020) ليوبوميرا ماندزي (التمثيل 25 مارس 2020-25 يونيو 2020) سرحي شكرليت (يتصرف حتى 17 ديسمبر 2020). |
|                                       | وزير الطاقة                                            | فيتالي شوبين (التمثيل 11 مارس 2020-16 أبريل 2020) أولها بوسلافيتس (القائم بأعمال الوزير 16 أبريل 2020-20 نوفمبر 2020) يوري بويكو (القائم بأعمال الوزير 20 نوفمبر 2020-21 ديسمبر 2020) يوري فيترينكو (تمثيل 21 ديسمبر 2020-29 أبريل 2021) هيرمان هالوشينكو (منذ 29 أبريل 2021) |
|                                       | وزير حماية البيئة والموارد الطبيعية                    | رومان أبراموفسكي (19 يونيو 2020-3 نوفمبر 2021) راشن ستريلدز (حتى 14 أبريل 2022) |
|                                       | وزير التنمية الاقتصادية والتجارة                       | بافلو كوكتا (التمثيل 4 مارس 2020-17 مارس 2020) إيهور بتراشكو (17 مارس 2020-18 مايو 2021) أوليكسي ليوبشينكو (20 مايو 2021 - 3 نوفمبر 2021) يوليا سفيريدينكو (منذ 4 نوفمبر 2021)                                                                                                |
|                                       | وزير السياسة الزراعية والغذاء                          | رومان ليششينكو (17 ديسمبر 2020) ميكولا سولسكي (منذ 24 مارس 2022) |
|                                       | وزير تنمية المجتمعات والأقاليم                         | أوليكسي تشيرنيشوف |
|                                       | وزير الثقافة وسياسة المعلومات                          | سفيتلانا فومينكو (التمثيل 10 مارس 2020-4 يونيو 2020) |
| أولكسندر تكاتشينكو (منذ 4 يونيو 2020) | وزير الثقافة وسياسة المعلومات                          | |
|                                       | أمين مجلس الوزراء                                      | اولا نيمشينوف |
|                                       |                                                        | |